# Ken Russell
Henry Kenneth Alfred Russell (Southampton, 3 luglio 1927 – Lymington, 27 novembre 2011) è stato un regista e sceneggiatore britannico.

## Biografia
Dopo aver svolto i lavori più vari ed essere stato pilota della RAF e coreografo, Ken Russell diventò fotografo. Nel 1956 iniziò a girare cortometraggi, entrando successivamente nella BBC dove si mise in luce con alcune originali biografie di musicisti e artisti (Elgar, Debussy, Isadora Duncan, Dante Gabriel Rossetti, Frederick Delius, Richard Strauss) dominate da una potenza drammatica che contrastava con l'abitudine allora dominante per le ricostruzioni spettacolari.
Esordì sul grande schermo con il film Pepe francese (1964), cui seguì lo spionistico Il cervello da un miliardo di dollari (1967). Il successo internazionale di Donne in amore (1969), film tratto da un romanzo di David Herbert Lawrence per il quale fu candidato all'Oscar come miglior regista, e il grande scandalo de I diavoli (1971), provocatoria rivisitazione della Controriforma e riflessione sull'orrore della lotta per il potere, lo imposero fra i più notevoli cineasti, impressione confermata con una serie di biografie di grandi artisti dominate da un genio esuberante e potentemente drammatico, quali L'altra faccia dell'amore (1970) su Čajkovskij, La perdizione (1974) su Mahler, Lisztomania (1976) su Liszt, che vira verso toni fortemente grotteschi, e Valentino (1977), sulla star del cinema muto Rodolfo Valentino.
Il suo cinema anarchico e visionario trovò sfogo scatenato nell'orgia quasi mistica di Tommy (1975), dalla rock-opera degli Who, e nell'horror fantascientifico Stati di allucinazione (1980), che segnò l'esordio di Russell a Hollywood. La parentesi americana - segnata anche dai contrasti con lo sceneggiatore Paddy Chayefsky, che arriverà a togliere il suo nome dai titoli - si risolse in un flop di pubblico: il risultato fu che Russell non tornò mai più a girare negli USA, anche se col tempo il film si guadagnò lo status di piccolo cult.
Dopo essersi dedicato alla regia d'opera con esiti al solito eccentrici, Russell tornò al cinema un po' sottotono, secondo una parte della critica, rispetto ai precedenti risultati, con il thriller China Blue (1984), ricco di immagini sensuali e truculente, l'orrorifico Gothic (1986), coloratissimo incubo fantasmagorico sugli incontri tra Byron, Mary Shelley e suo marito P.B. Shelley e il dottor Polidori, dal quale nacque il romanzo Frankenstein, e il grottesco L'ultima Salomè (1988) che gioca con il dramma sensuale di Oscar Wilde. Iniziò infatti una fase meno applaudita e celebrata, nonostante l'uso originale del simbolismo religioso nell'horror La tana del serpente bianco (1989), l'eleganza classica del documentario su Bruckner The strange affliction of Anton Bruckner (1990), la forza drammatica dell'insolitamente realistico Whore (puttana) (1991). Dopo l'insuccesso del film per la televisione Oltre la mente (1995), biografia di Uri Geller che confermò il suo interesse visionario per i territori del paranormale, continuò a lavorare su produzioni autarchiche e indipendenti, inserendosi nel circuito underground inglese.

## Vita privata
Ken Russell si sposò quattro volte:

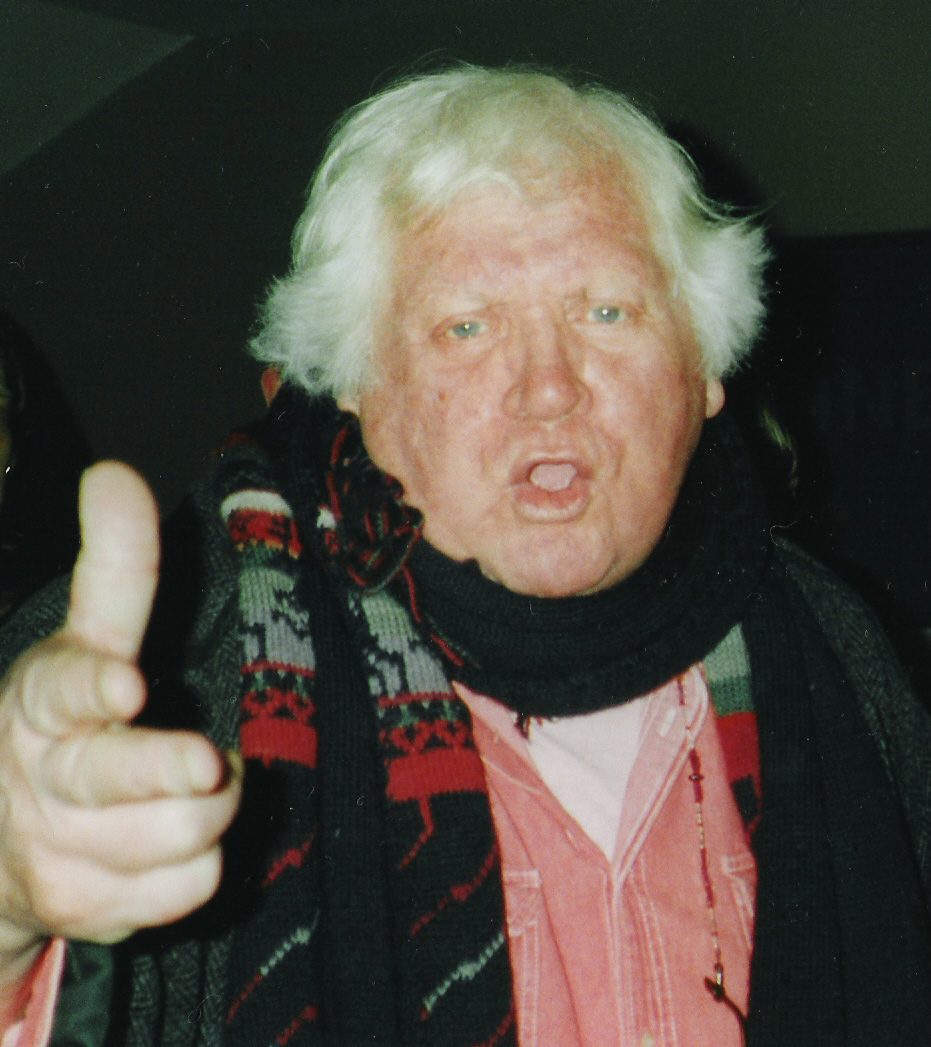
Ken Russell nel 2008.

- Nel 1956 con Shirley Kingdom, dalla quale ebbe cinque figli: Alex, James, Xavier, Toby e Victoria. La coppia divorziò nel 1978.
- Nel 1983 con Vivian Jolly, dalla quale ebbe due figli, Molly e Rupert. Divorziarono nel 1991.
- Nel 1992 con Hetty Baynes, dalla quale ebbe un figlio, Rex. Divorziarono nel 1999.
- Nel 2001 con Lisi Tribble.

## Filmografia parziale

### Regista

#### Cinema
- Pepe francese (French Dressing) (1964)
- Il cervello da un miliardo di dollari (Billion Dollar Brain) (1967)
- Donne in amore (Women in Love) (1969)
- L'altra faccia dell'amore (The Music Lovers) (1970)
- I diavoli (The Devils) (1971)
- Il boy friend (The Boy Friend) (1971)
- Messia selvaggio (Savage Messiah) (1972)
- La perdizione (Mahler) (1974)
- Tommy (1975)
- Lisztomania (1975)
- Valentino (1977)
- Stati di allucinazione (Altered States) (1980)
- China Blue (Crimes of Passion) (1984)
- Gothic (1986)
- Nessun dorma - episodio di Aria (1988)
- L'ultima Salomè (Salome's Last Dance) (1988)
- La tana del serpente bianco (The Lair of the White Worm) (1989)
- La vita è un arcobaleno (The Rainbow) (1989)
- Whore (puttana) (Whore) (1991)
- The Fall of the Louse of Usher (2002)

#### Televisione
- Song of Summer (1968) - film TV
- Prigionieri dell'onore (Prisoner of Honor) (1991) - film TV
- Lady Chatterley (1993) - miniserie TV
- Oltre la mente (Mindbender) (1995) - film TV
- Dogboys (1998) - film TV

### Sceneggiatore

#### Cinema
- I diavoli (The Devils) (1971)
- Il boy friend (The Boy Friend) (1971)
- La perdizione (Mahler) (1974)
- Tommy (1975)
- Lisztomania (1975)
- Valentino (1977)
- L'ultima Salomè (Salome's Last Dance) (1988)
- La tana del serpente bianco (The Lair of the White Worm) (1989)
- La vita è un arcobaleno (The Rainbow) (1989)
- Whore (puttana) (Whore) (1991)
- The Fall of the Louse of Usher (2002)

#### Televisione
- Song of Summer (1968) - film TV

### Produttore

#### Cinema
- L'altra faccia dell'amore (The Music Lovers) (1970)
- I diavoli (The Devils) (1971)
- Il boy friend (The Boy Friend) (1971)
- Messia selvaggio (Savage Messiah) (1972)
- Tommy (1975)
- La tana del serpente bianco (The Lair of the White Worm) (1989)
- The Fall of the Louse of Usher (2002)

#### Televisione
- Song of Summer (1968) - film TV
- Dogboys (1998) - film TV

### Attore

#### Televisione
- Miss Marple (Agatha Christie's Marple) - serie TV, episodio 2x02 (2006)